# Orango
Orango je nedokončená satirická opera Dmitrije Šostakoviče z roku 1932. Rukopis našla ruská muzikoložka Olga Digonská v moskevském Glinkovu muzeu v roce 2004. Opera se měla skládat z prologu (který jako jediný byl skutečně napsán v klavírním výtahu) a třech jednání.
Libreto napsal Alexej Nikolajevič Tolstoj a Alexandr Osipovič Starčakov. Hlavní postava opera – Orango, napůl zvíře a napůl člověk, byla inspirována prací ruského biologa Ilji Ivanoviče Ivanova, který se zabýval hybridy člověka a jiných primátů.
Prolog opery byl poprvé proveden 2. prosince 2011 v Los Angeles. Na přání skladatelovy vdovy Iriny Antonovny jej instrumentoval britský muzikolog a skladatel Gerard McBurney. 
V roce 2014 Prolog uvedlo Národní divadlo v Praze na Nové scéně, a to bez nepůvodní orchestrace, pouze v klavírním výtahu.

## Pražská inscenace Prologu
Premiéra byla provedena 17. prosince 2014 na Nové scéně Národního divadla. Po uvedení v Los Angeles (2011), Londýně (2013) a Moskvě (2014) se jedná o čtvrtou inscenaci vůbec.
| Umělec                            | Role                           |                 |
| --------------------------------- | ------------------------------ | --------------- |
| Martin Levický Jan Kučera         |                                | klavír          |
| Jan Kučera                        |                                | dirigent        |
| Sláva Daubnerová                  |                                | režie           |
| Marija Havran                     |                                | scéna a kostýmy |
| Pavel Kotlík                      |                                | světelný design |
| Lukáš Kodoň                       |                                | videoart        |
| Pavel Graus Ondřej Hučín          |                                | dramaturgie     |
| Kühnův smíšený sbor               |                                |                 |
| Marek Vorlíček                    |                                | sbormistr       |
| Roman Janál                       | Bavič, Hlas Oranga             |                 |
| Jevhen Šokalo                     | Basové sólo                    |                 |
| Vladimír Doležal                  | První cizinec                  |                 |
| Jan Markvart                      | Druhý cizinec                  |                 |
| Václav Sibera                     | Zoolog                         |                 |
| Eliška Gattringerová              | Zuzana                         |                 |
| Jiří Hruška                       | Paul Mâche                     |                 |
| Václav Bursík Jaroslav Novák      | Armands Fleury                 |                 |
| Marina Ščerbakova Pavla Popelková | Renée                          |                 |
| Pavel Borek Jan Nedbal            | Hlas z davu                    |                 |
| Martina Hajdyla Lacová            | Orango                         |                 |
| Jade Clayton                      | Nasťa Terpsichorová, tanečnice |                 |